# Lecanora casuarinophila
Lecanora casuarinophila är en lavart som beskrevs av Helge Thorsten Lumbsch. 
Lecanora casuarinophila ingår i släktet Lecanora och familjen Lecanoraceae. Inga underarter finns listade i Catalogue of Life.